# Všenory
Všenory (en allemand : Wschenor) est une commune du district de Prague-Ouest, dans la région de Bohême-Centrale, en République tchèque. Sa population s'élevait à 1 689 habitants en 2020.

## Géographie
Všenory se trouve à 3,7 km au sud-sud-ouest de Černošice et à 19 km au sud-ouest du centre de Prague.
La commune est limitée par Černošice au nord, par Jíloviště à l'est, par Černolice au sud, et par Dobřichovice à l'ouest.

## Histoire
La première mention écrite de la localité date de 1205.